# ラデック (小惑星)
ラデック (2375 Radek) は、離心率の比較的大きな軌道を持つ小惑星帯の小惑星。チェコ出身のルボシュ・コホーテクがハンブルク天文台で発見した。
発見者の兄で作曲家のクティラト・コホーテク (Ctirad Kohoutek, 1929 - ) に因んで名付けられた。
2009年4月に熊本県で掩蔽が観測された。